# نیلز آرستروپ
نیلز آرستراپ (به فرانسوی: Niels Arestrup‎؛ زادهٔ ۸ فوریهٔ ۱۹۴۹ – درگذشتهٔ ۱ دسامبر ۲۰۲۴) بازیگر، کارگردان و فیلم‌نامه‌نویس فرانسوی بود. از جمله فیلم‌هایی که وی در آنها بازی کرده، می‌توان به اسب جنگی و بازگشت به مونتاوک اشاره کرد.

## فیلم‌شناسی
| سال  | نام                                 | کارگردان        |
| ---- | ----------------------------------- | --------------- |
| ۲۰۱۸ | بر دروازه ابدیت                     | جولیان اشنابل   |
| ۲۰۱۷ | بازگشت به مونتاوک                   | فولکر شلوندورف  |
| ۲۰۱۵ | کنار دریا                           | آنجلینا جولی    |
| ۲۰۱۴ | دیپلماسی                            | فولکر شلوندورف  |
| ۲۰۱۲ | فرزندان ما                          | ژواکیم لافوس    |
| ۲۰۱۱ | اسب جنگی                            | استیون اسپیلبرگ |
| ۲۰۰۹ | وداع                                | کریستین کاریون  |
| ۲۰۰۹ | یک پیامبر                           | ژاک اودیار      |
| ۲۰۰۷ | لباس غواصی و پروانه                 | جولیان اشنابل   |
| ۲۰۰۵ | ضربان قلب من متوقف شده است          | ژاک اودیار      |
| ۱۹۷۷ | هرچه بیشتر جلو می‌رود کمتر پیش می‌رود | میشل ویانی      |
| ۱۹۹۱ | ملاقات با ونوس                      | ایشتوان سابو    |
| ۱۹۷۴ | استاویسکی                           | آلن رنه         |

## درگذشت
آرستروپ در ۱ دسامبر ۲۰۲۴، در سن ۷۵ سالگی در فرانسه درگذشت.